# Acropora teres
Acropora teres is een rifkoralensoort uit de familie van de Acroporidae. De wetenschappelijke naam van de soort werd in 1866 voor het eerst geldig gepubliceerd door Addison Emery Verrill.